# Zeittafel Rom

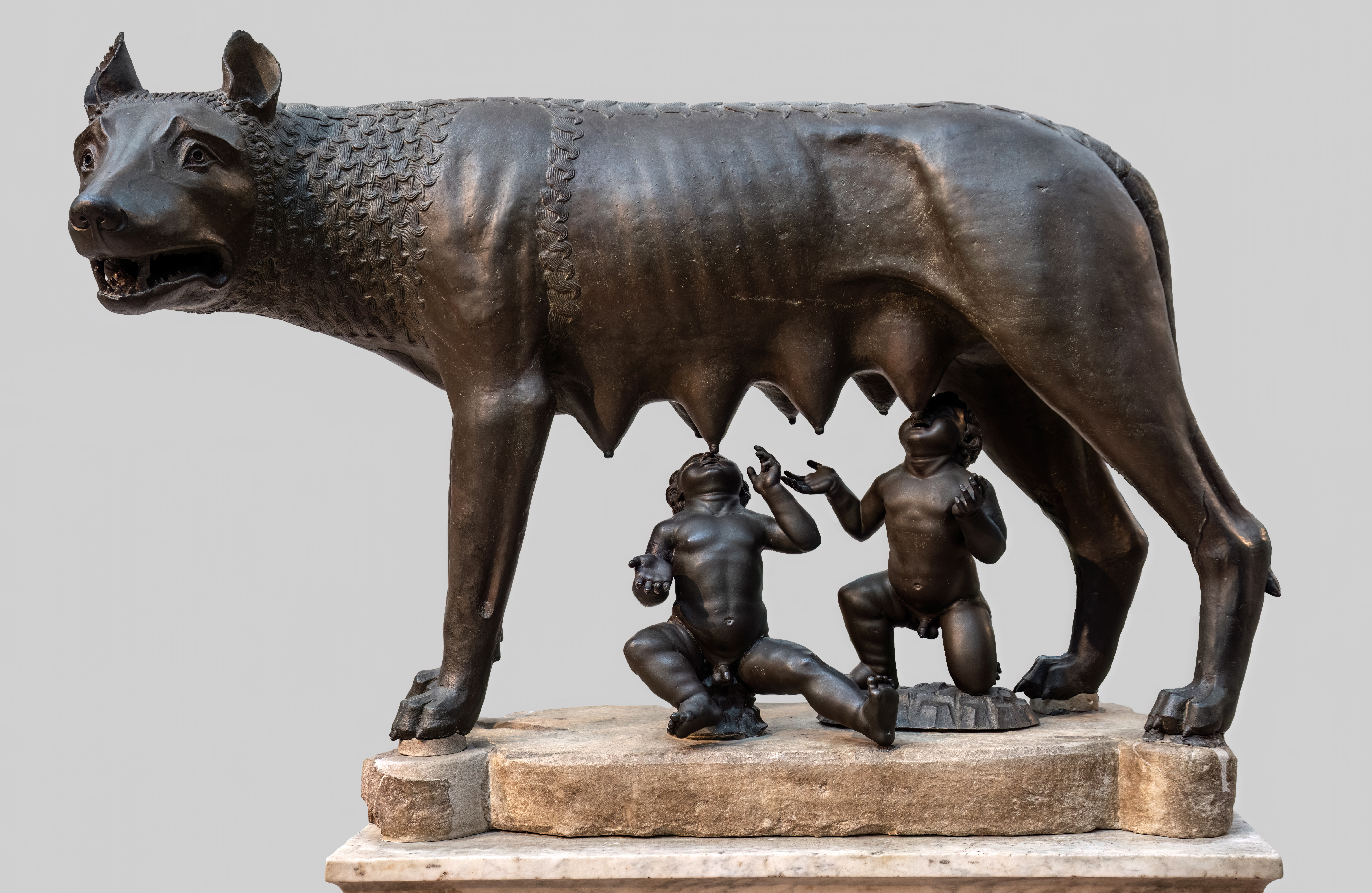
Die römische Wölfin

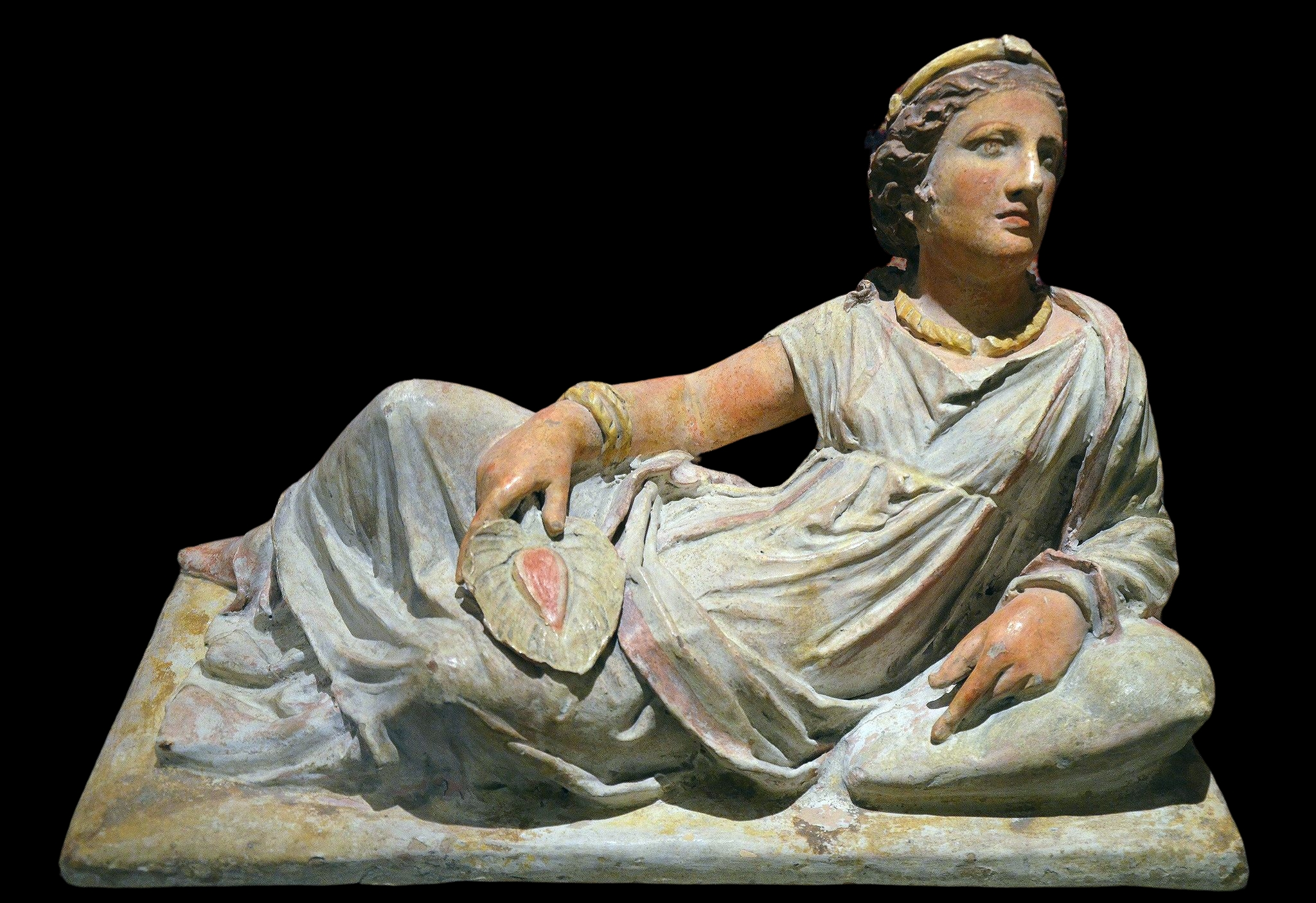
Etruskerin, Terrakottafigur

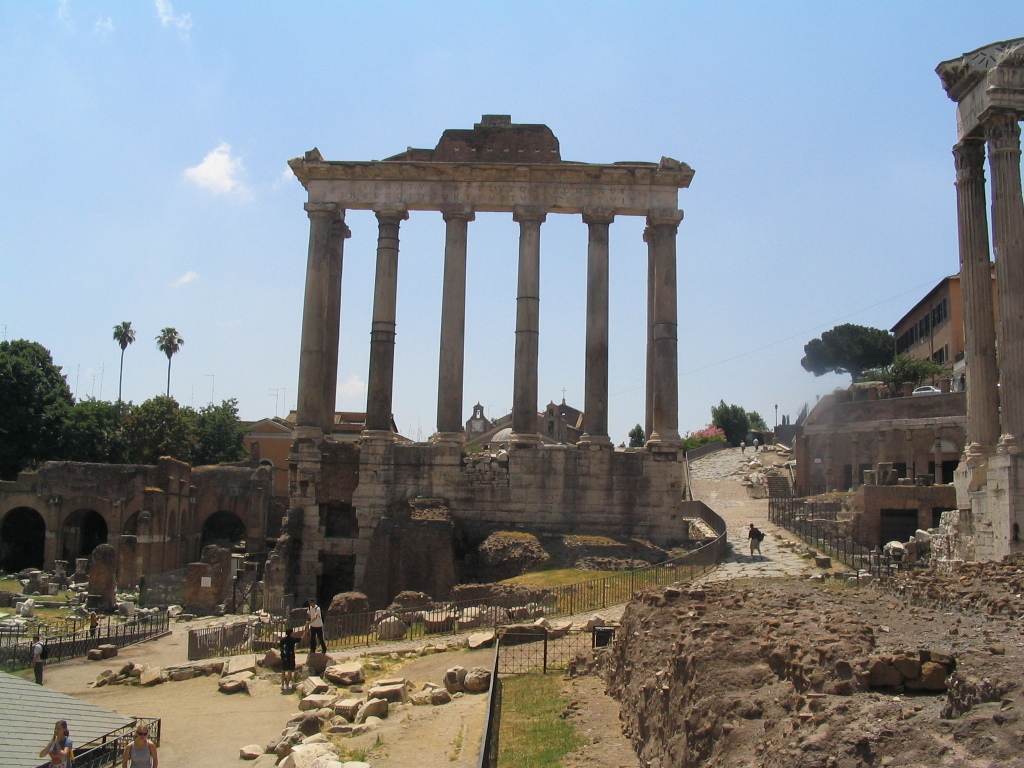
Überreste des Saturn-Tempels

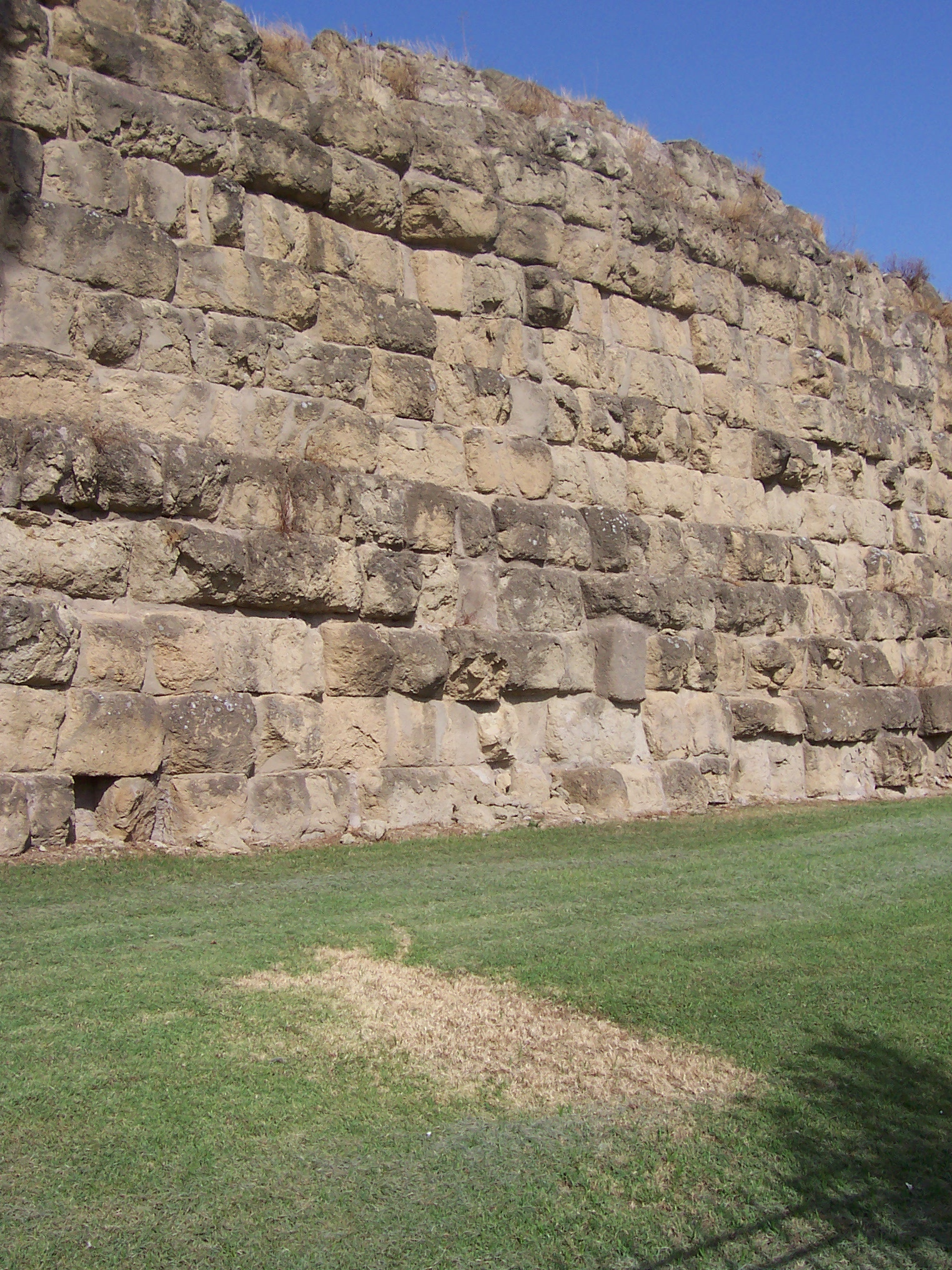
Überreste der Servianischen Mauer in der Nähe des Bahnhofs Roma Termini

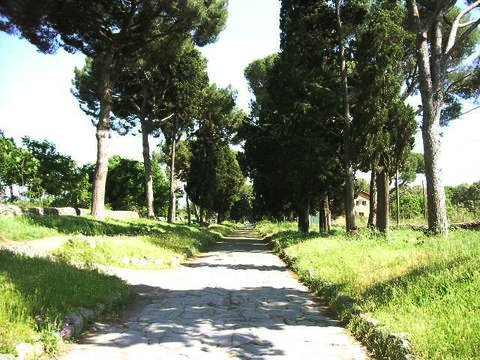
Via Appia südlich der Porta San Sebastiano (Rom)

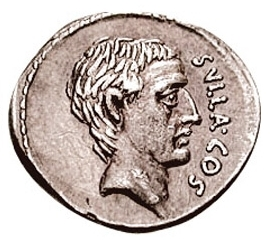
Sulla

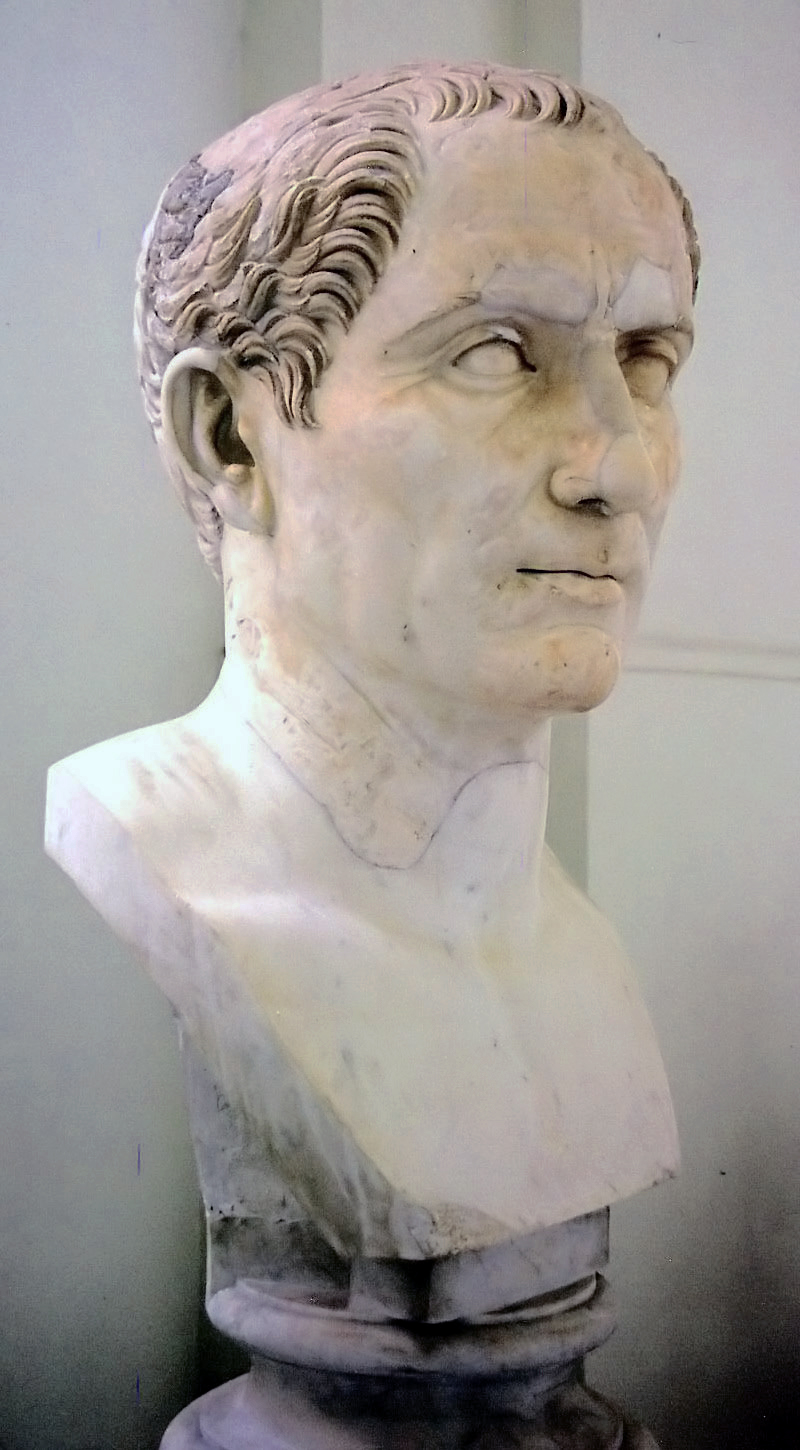
Gaius Iulius Caesar

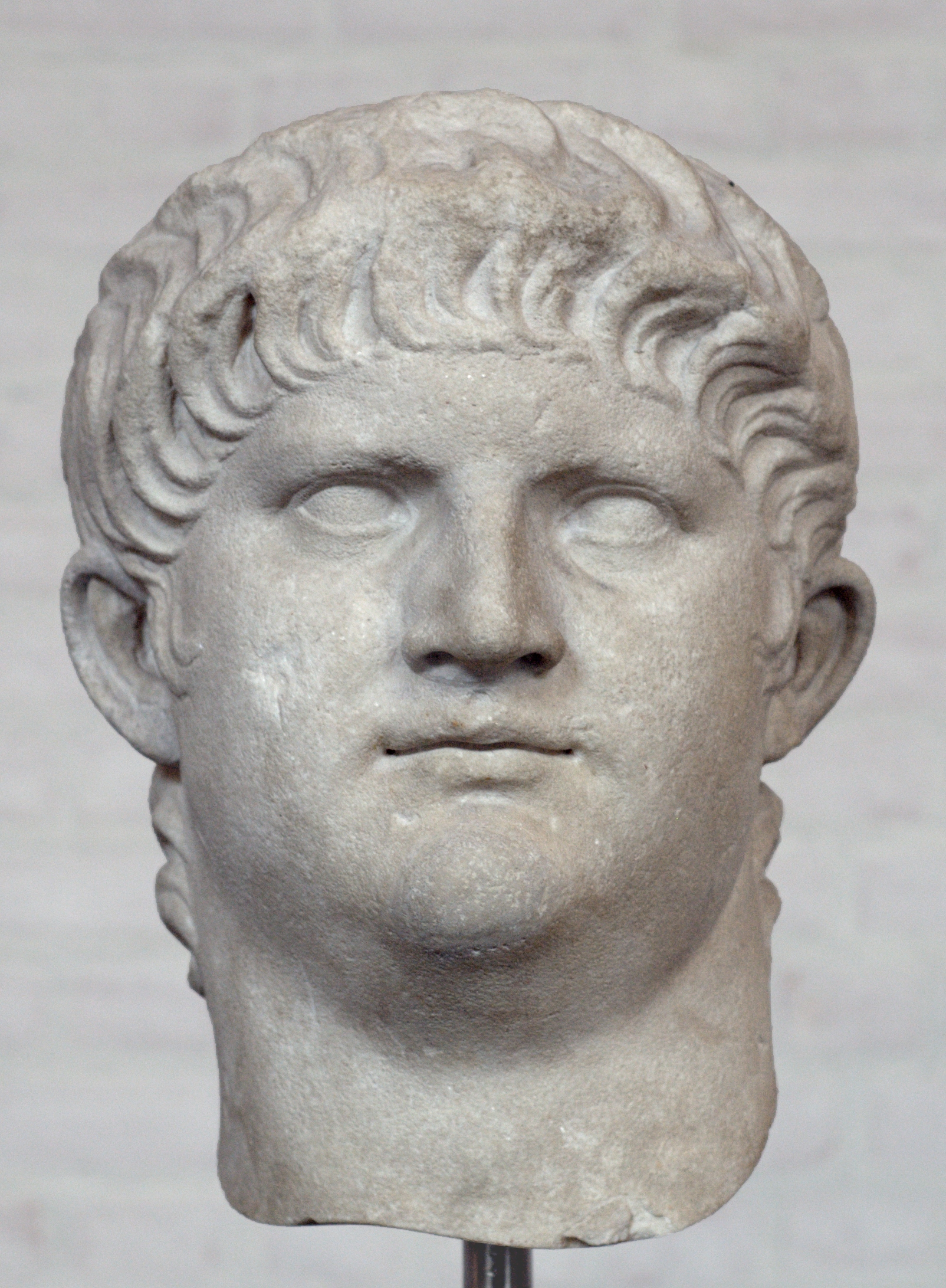
Nero

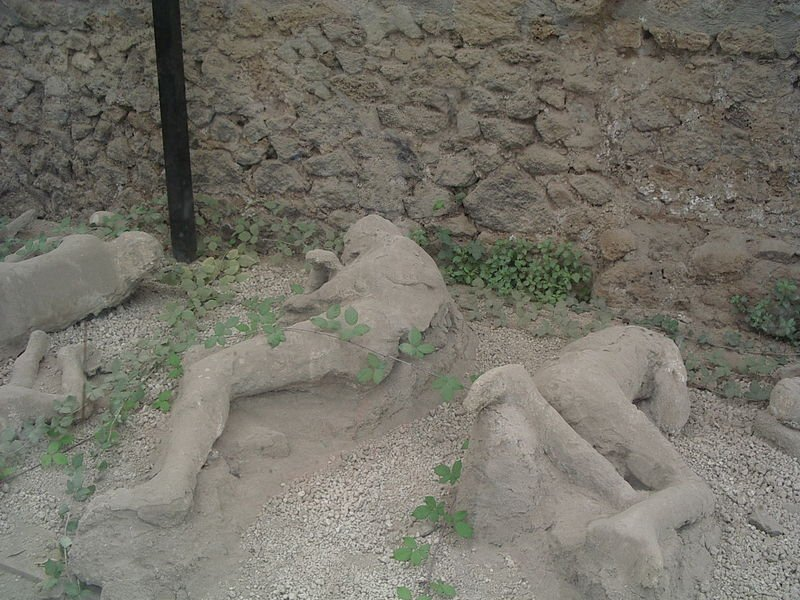
Erhaltene Abdrücke von Opfern des Vulkanausbruchs

Das Kolosseum

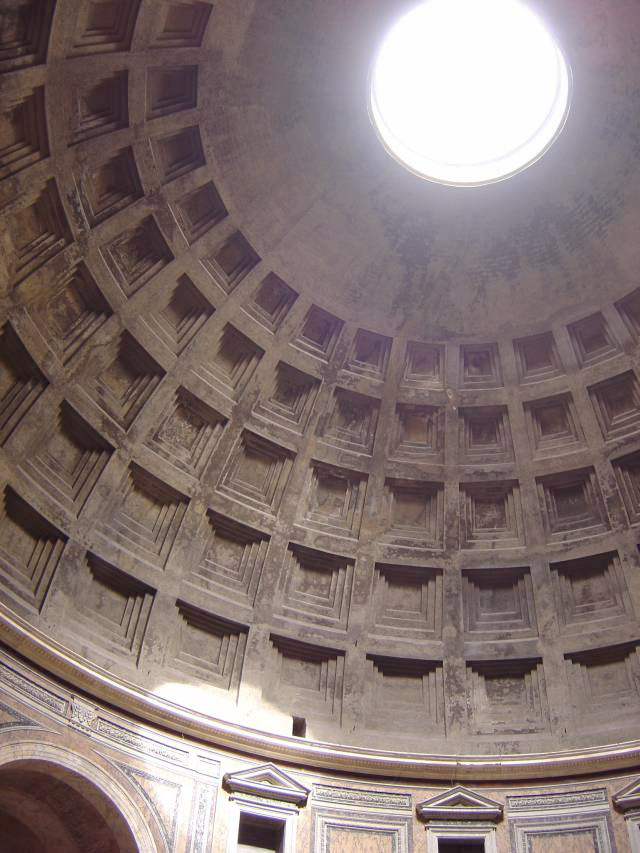
Pantheon:Die Kuppel mit Opaion

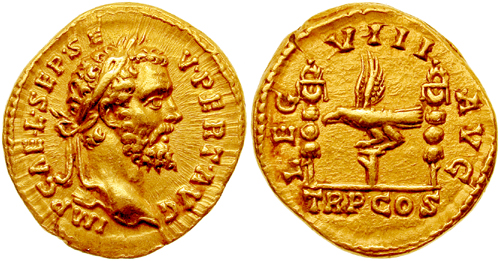
Aureus des Septimius Severus

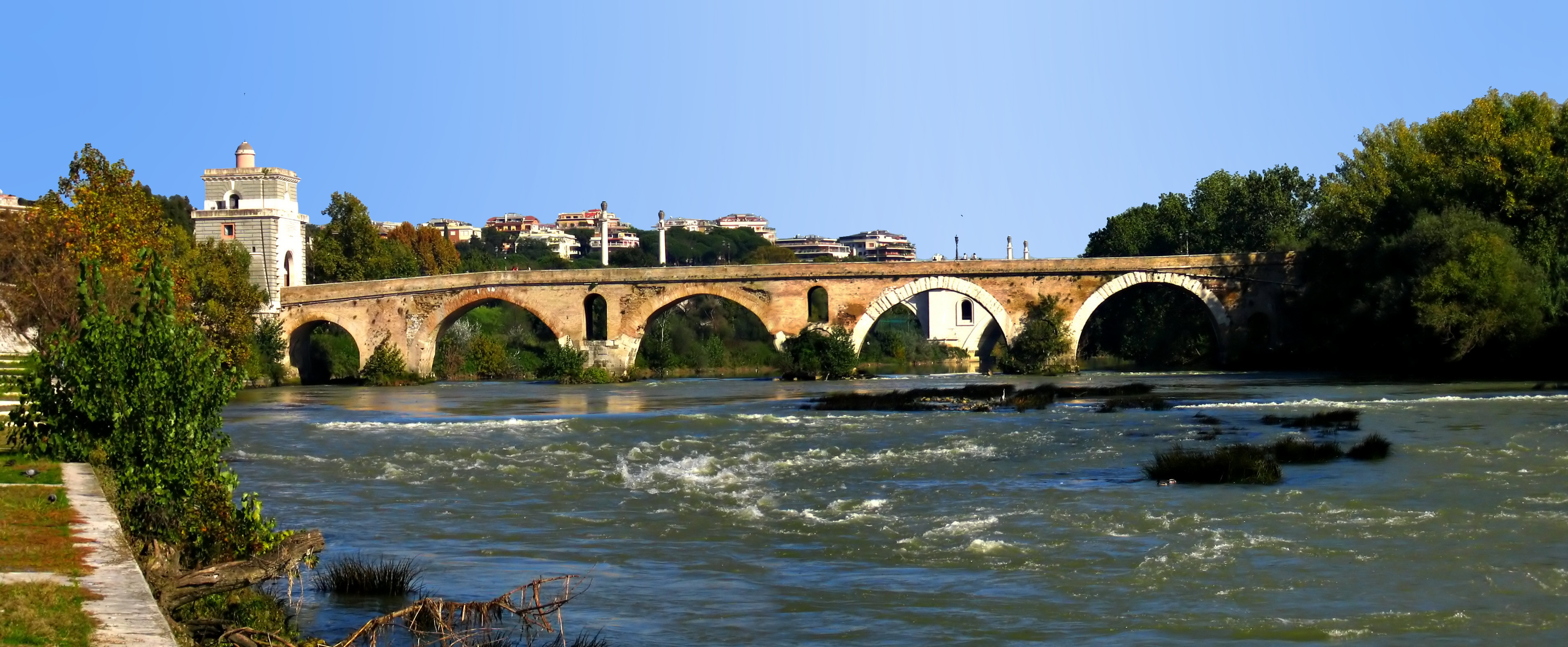
Die Milvische Brücke in heutigem Zustand

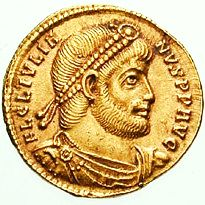
Solidus des Julian

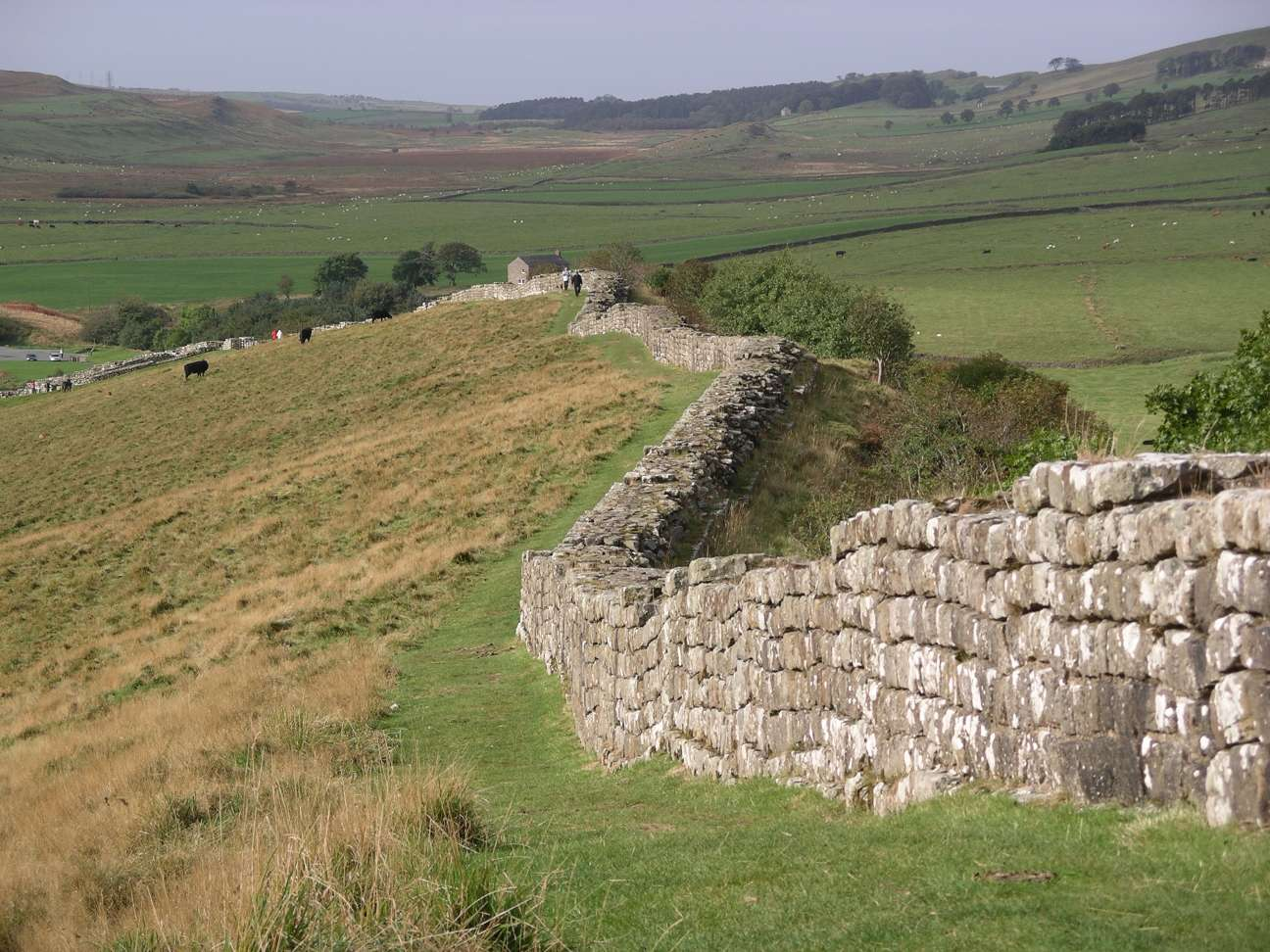
Der Hadrianswall in der Nähe von Greenhead

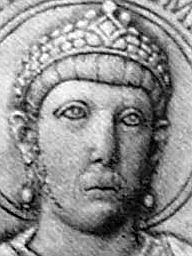
Honorius auf einem Elfenbeindiptychon von 406

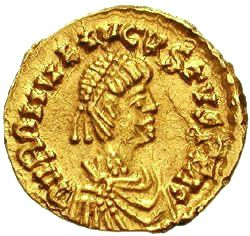
Tremissis des Romulus Augustulus

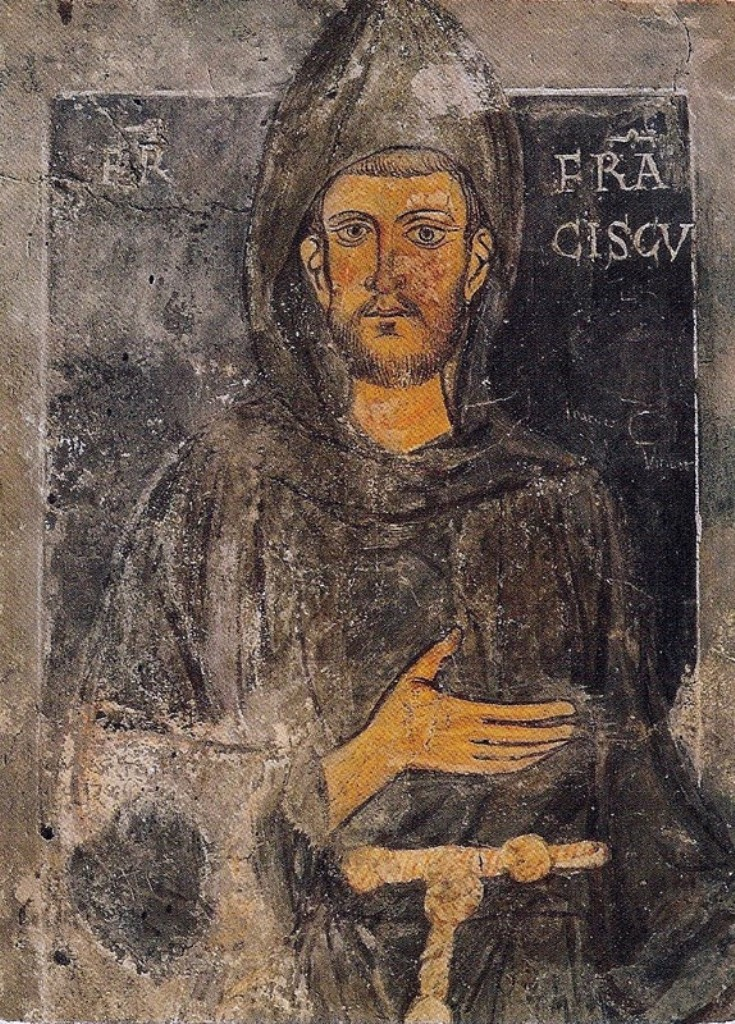
Das älteste, noch zu Lebzeiten entstandene Bild des Franz von Assisi, ein Wandgemälde in Sacro Speco in Subiaco.

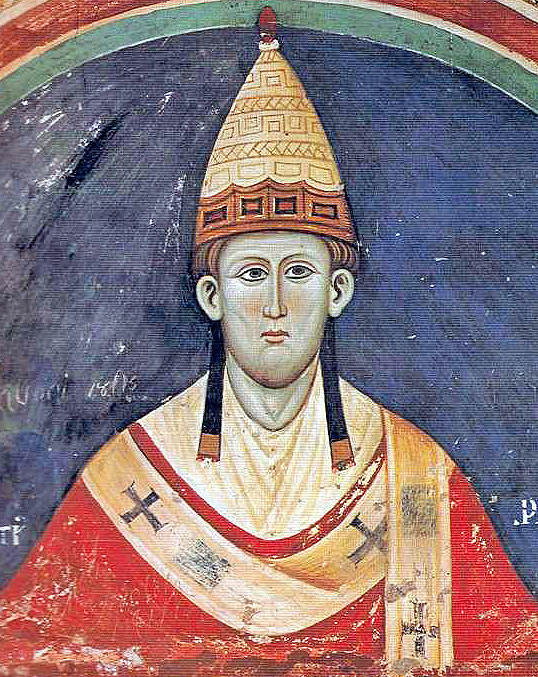
Innozenz III.
Fresko im Kloster Sacro Speco, um 1219

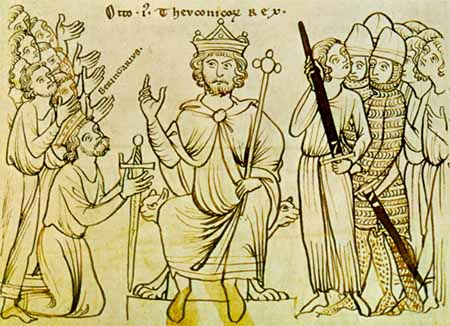
Ottos Sieg über Berengar II. (Illustration einer Handschrift, um 1200)

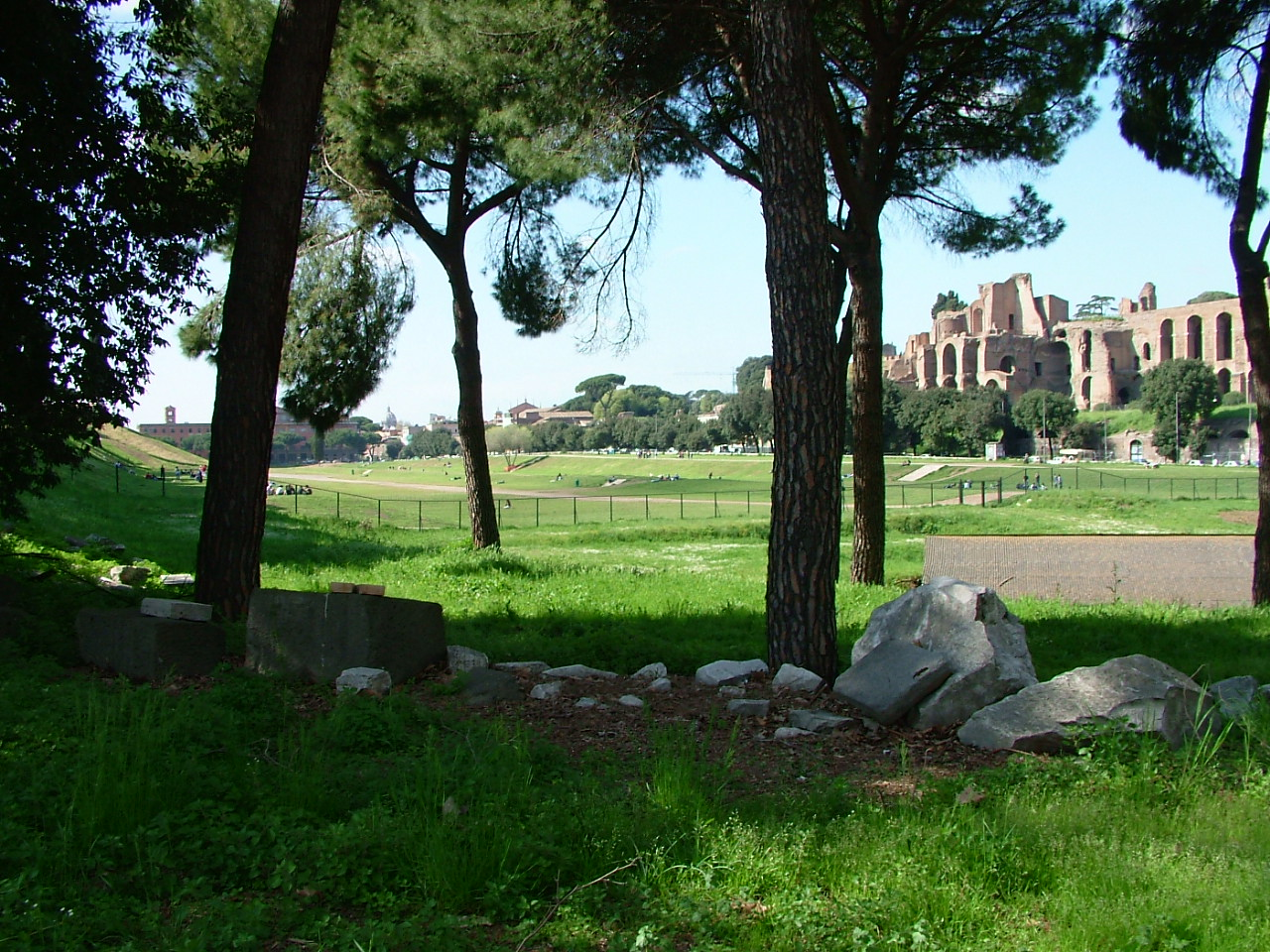
Circus Maximus heute

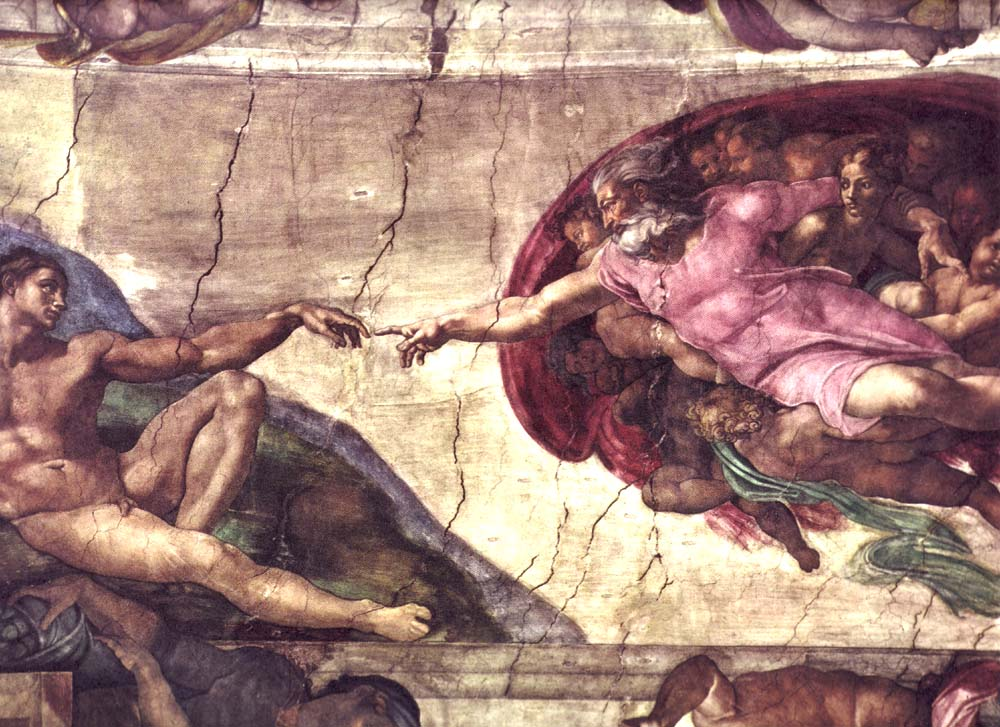
„Die Erschaffung Adams“, bekanntes Detail aus dem Deckenfresko der Sixtinischen Kapelle

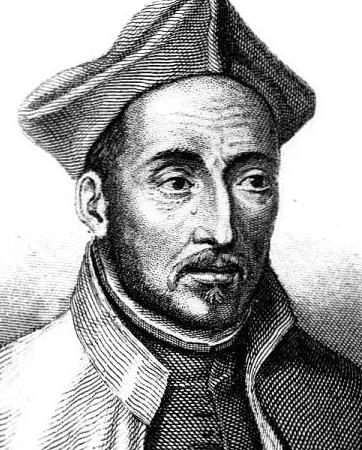
Ignatius von Loyola

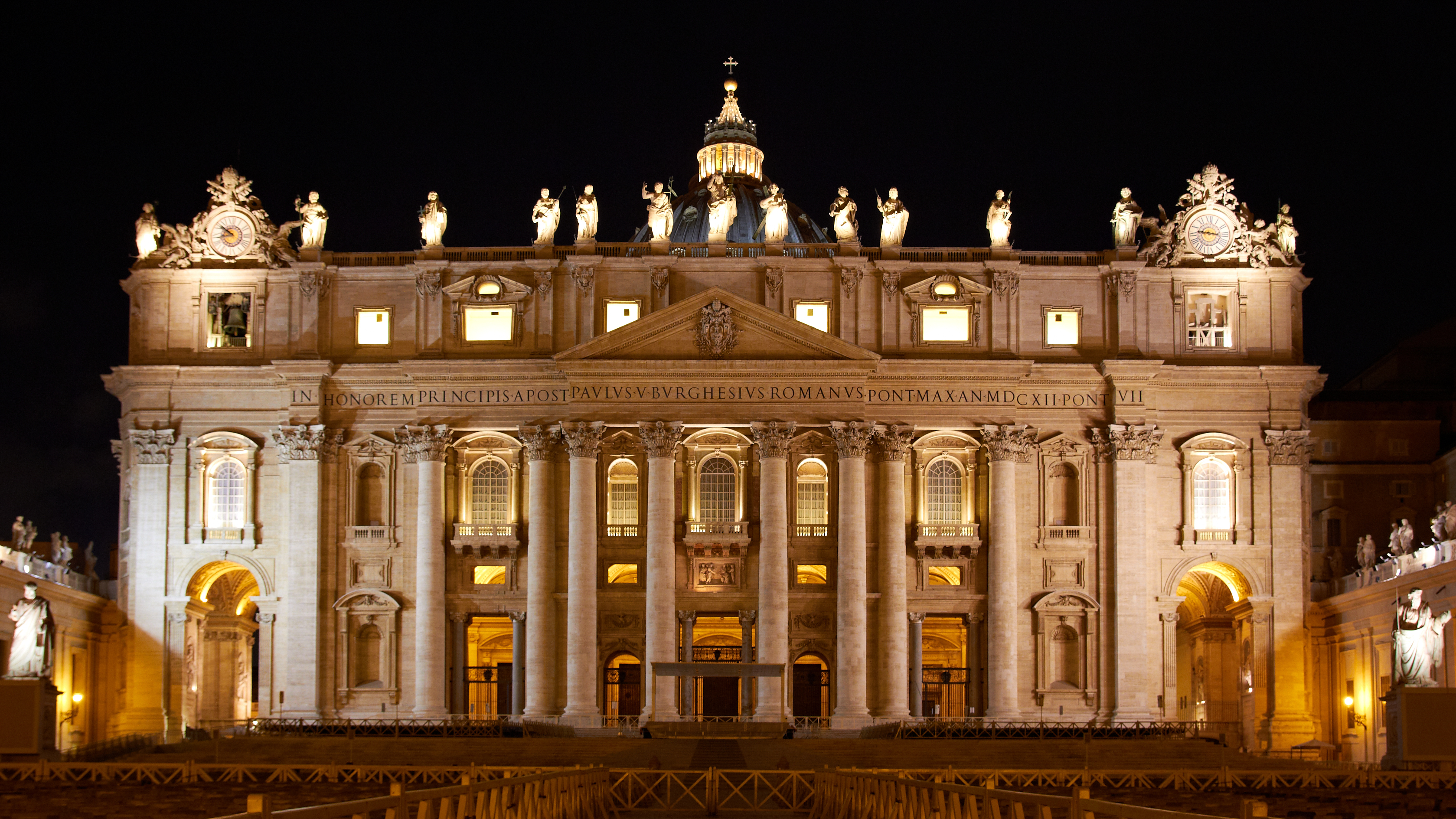
Die Hauptfassade des Petersdomes

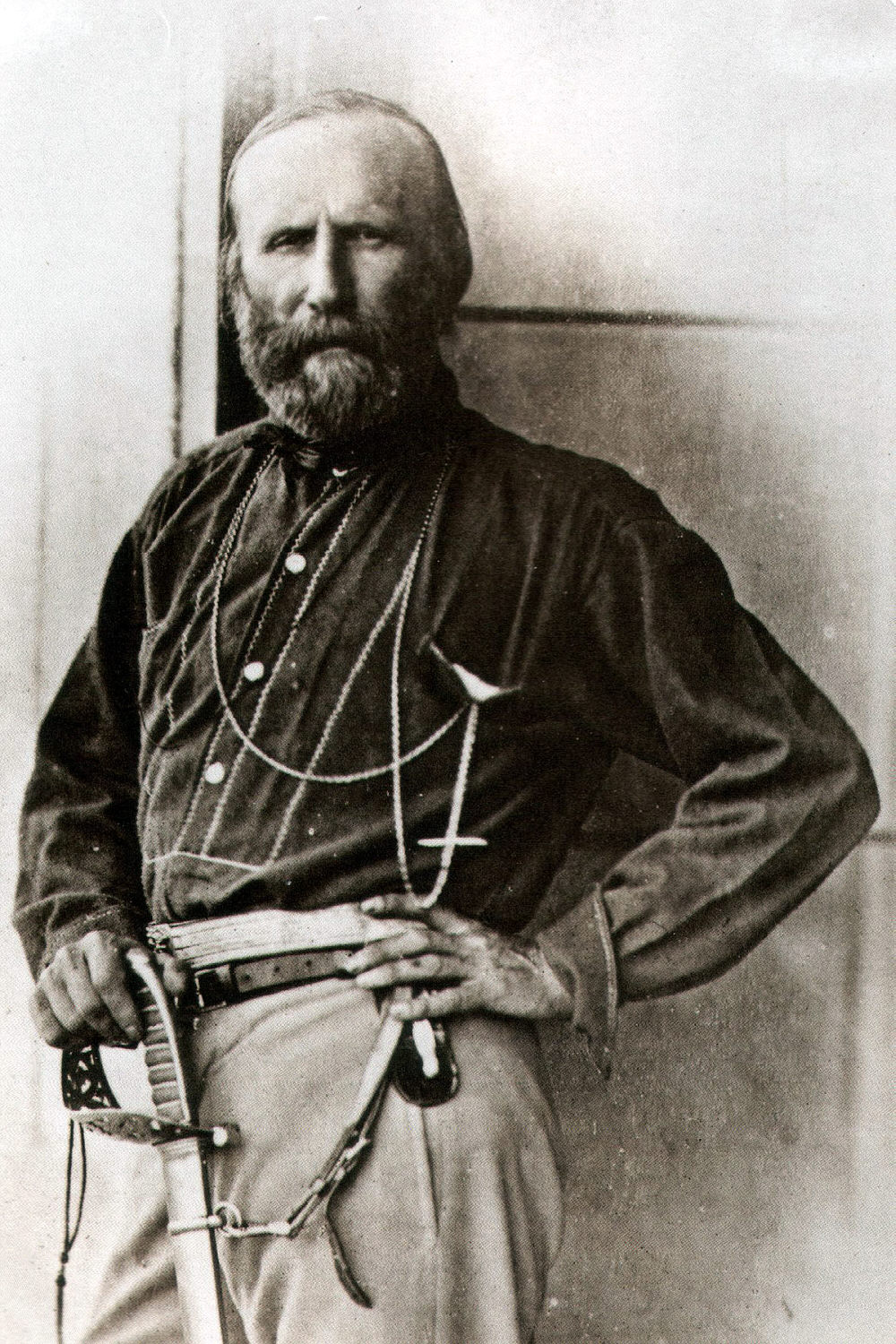
Giuseppe Garibaldi 1860 in Palermo (Fotografie von Gustave Le Gray)

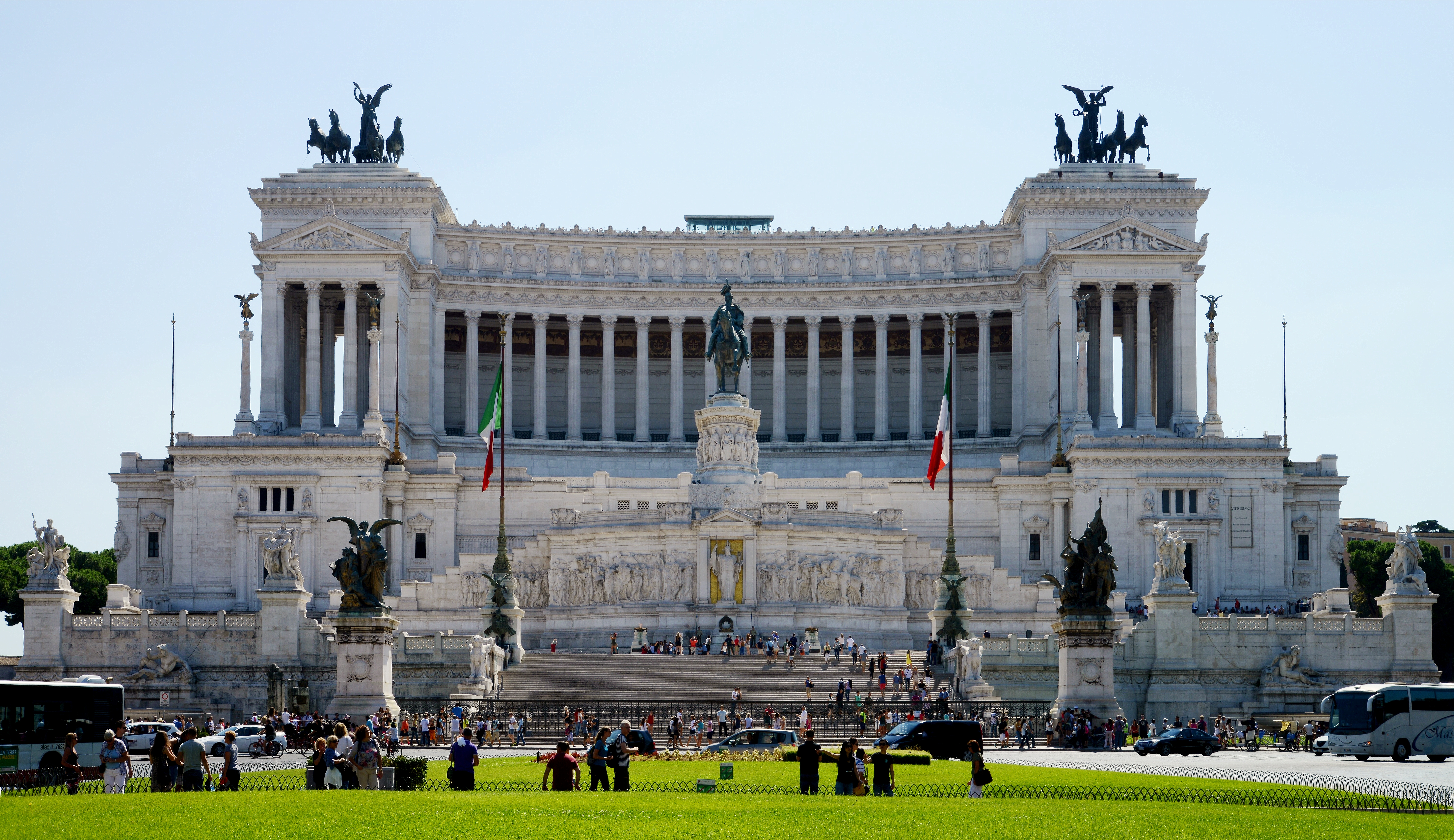
Das Monumento Vittorio Emanuele II – frontal

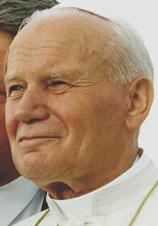
Johannes Paul II.

Zahlen und Fakten zum Römischen Reich und der Stadt Rom.

## Frühgeschichte/Königszeit
- 21. April 753 v. Chr.: Sagenhaftes Gründungsdatum Roms durch Romulus (ab urbe condita). Erste Siedlungsreste auf dem Palatin fanden sich aber bereits für die Zeit um 1000 v. Chr.
- um 600: Rom entwickelt sich zur Stadt.
- 6. Jahrhundert: Etruskische Herrschaft über Rom, Trockenlegung des Areals des Forum Romanum über die Cloaca Maxima
- 510: Angebliche Vertreibung des Königs Tarquinius Superbus, Ablösung des Königtums durch die Herrschaft der Patrizier. In der Realität dürfte die Republik erst um 475 v. Chr. begründet worden sein.

## Republik
- 509: L. Iunius Brutus und L. Tarquinius Collatinus sind die ersten beiden Konsuln der römischen Republik.
- 507: Auf dem Kapitol wird der Jupitertempel geweiht.
- um 503: Der Versuch der Restauration des Königtums durch Lars Porsenna scheitert.
- um 496: Sieg der Römer über die Latiner in der Schlacht am See Regillus.
- 494: Sagenhafte secessio plebis, die Volkstribunen werden unter dem Druck der Plebejer anerkannt.
- 493: Ende des Ersten Latinerkrieges, Bündnis zwischen Römern und Latinern
- 489: Weihe des Tempel des Saturn auf dem Forum Romanum
- 482–474: Erster Krieg zwischen Rom und Veji
- 471: Das Vetorecht der Patrizier gegen Beschlüsse der römischen comitia tributa wird abgeschafft. Das Amt des Censors steht künftig auch den Plebejern offen (Lex Publilia) -> Datierung evtl. auch auf 339.
- 450/449: Kodifizierung des überlieferten Rechts durch die Decemviri legibus scribundis: Zwölftafelgesetz
- 445: Lex Canuleia, Ehen zwischen Patriziern und Plebejern werden erlaubt.
- 443: Das Amt des Censors wird geschaffen.
- 406: Beginn des zehnjährigen Krieges zwischen Rom und Veji
- um 400: keltische Gallier dringen nach Oberitalien vor.
- um 396: Eroberung der Etruskerstadt Veji
- 387: Eroberung und Einäscherung Roms durch wandernde Gallier (Schlacht an der Allia)
- 379: Die Stadt Tusculum erhält das römische Bürgerrecht.
- ab 378: Beginn des Baus der Servianischen Mauer
- 367: Leges Liciniae Sextiae, zwei Konsuln, von denen einer Plebejer ist. Bau des Concordia-Tempels
- 366: Zum ersten Mal wird ein Plebejer Konsul (Lucius Sextius Lateranus). Auf Grund der Ähnlichkeit zu den Ereignissen zur Zeit der Gracchen rund 200 Jahre später, ist nicht eindeutig geklärt, ob dieser Teil der Familiengeschichte vom Chronisten Gaius Licinius Macer nicht schlichtweg erfunden wurde.
- 353: Die etruskische Stadt Caere wird von den Römern unterworfen.
- 345: Rom erobert die volskische Stadt Sora, damit ist das Latium praktisch von Rom befriedet.
- 343–341: Erster Samnitenkrieg, endet mit der Kontrolle Roms über das nördliche Kampanien
- 340–338: Zweiter Latinerkrieg, die in einer Seeschlacht erbeuteten Schiffsschnäbel zierten fortan die Rostra auf dem Forum Romanum.
- 339: Das Vetorecht der Patrizier gegen Beschlüsse der römischen comitia tributa wird abgeschafft. Das Amt des Censors steht künftig auch den Plebejern offen (Lex Publilia) -> Datierung evtl. auch auf 471.
- 326–304: Zweiter Samnitenkrieg
- 312: Baubeginn der Via Appia, Erbauung der Aqua Appia, des ersten Aquädukts Roms
- 300: Lex Ogulnia: Die Plebejer bekommen Zutritt zu allen Priester-Ämtern
- 298–290: Dritter Samnitenkrieg: Herrschaft Roms über Mittelitalien
- 287: Lex Hortensia: Gleichstellung der Plebejer mit den Patriziern, Ende der Ständekämpfe
- 283: Schlacht am Vadimonischen See: Endgültige Unterwerfung der Etrusker unter römische Herrschaft
- 282–272: Krieg gegen Tarentum und König Pyrrhus von Epirus
- 264–241: Erster Punischer Krieg
- 241: Sizilien wird erste Römische Provinz
- 238: Sardinia et Corsica wird römische Provinz
- ab 225: Rom erobert Oberitalien
- 218–201: Zweiter Punischer (Hannibalischer) Krieg
- 218: Beschränkung der Größe von Handelsschiffen im Besitz von Senatoren (Lex Claudia de nave senatorum)
- 215–205: Erster Makedonischer Krieg
- 200–197: Zweiter Makedonischer Krieg
- 197: Einrichtung der Provinzen Hispania citerior und Hispania ulterior
- 197–179 Keltiberischer Krieg
- 191: Einrichtung der Provinz Gallia cisalpina
- 171–168: Dritter Makedonischer Krieg
- 154–133: Spanischer Krieg, festigt die Herrschaft über die Iberische Halbinsel
- 149–146: Dritter Punischer Krieg
- 148: Makedonien wird römische Provinz.
- 146: Karthago und Korinth werden zerstört, Africa und Griechenland werden römische Provinzen.
- 136–71: Zeit der großen Sklavenkriege
- 133: Die Provinz Asia wird eingerichtet, Hispanien wird unterworfen, Tiberius Gracchus Reformversuche
- 125–121: Eroberung Südgalliens, Einrichtung der Provinz Gallia transalpina
- 123–121: Gaius Gracchus ist Volkstribun (121 ermordet)
- 113–101: Kriege gegen Kimbern und Teutonen
- 112–106: Krieg gegen den Numiderkönig Jugurtha
- 107–100: Gaius Marius innerhalb von 8 Jahren 6-mal Konsul
- 107: Lucius Cassius Longinus wird von den helvetischen Tigurinern besiegt.
- 102: Marius besiegt die Kimbern bei Aquae Sextiae (Aix-en-Provence).
- 101: Marius besiegt die Kimbern bei Vercellae
- 91–88: Bundesgenossenkrieg: Die Italiker erringen das römische Bürgerrecht.
- 88–85: Erster Krieg gegen König Mithridates VI. von Pontos
- 87: Herrschaft der Popularen unter Marius und Cinna
- 82–79: Diktatur Sullas
- 77–62: Außerordentliche Kommandos des Pompeius gegen populare Römer in Spanien (77–71), die Seeräuber (Lex Gabinia) und König Mithridates VI. (67–62)
- 60: Erstes Triumvirat: Caesar, Pompeius und Crassus
- 59: Caesar Konsul
- 58–51: Eroberung Galliens durch Caesar
- 52: Schwere Unruhen in Rom, Pompeius „Konsul ohne Kollegen“
- 49–45: Bürgerkrieg: Pompeius und die Senatsmehrheit gegen Caesar
- 48: Caesar besiegt Pompeius bei Pharsalos
- 46: Schlacht bei Thapsus, Einführung des julianischen Kalenders durch Caesar, Caesar Diktator auf 10 Jahre
- 45: Schlacht von Munda, Ende des Bürgerkrieges
- 44: Caesar Diktator auf Lebenszeit; seine Ermordung (15. März 44)
- 43: Octavian tritt mit eigenem Heer in den Bürgerkrieg, Zweites Triumvirat: Octavian, Marcus Antonius und Marcus Aemilius Lepidus
- 42: Sieg des Antonius über die Caesarmörder
- 36: Ausschaltung des Lepidus
- 31–30: Sieg Octavians über Antonius und Kleopatra
- 28: Octavian wird erster Bürger (princeps), Beginn des Prinzipates
- 27: Neuordnung des römischen Staates unter der Führung Octavians, der den Ehrennamen Augustus erhält

## Kaiserzeit
- 27 v. – 68 n. Chr.: Julisch-Claudische Dynastie, Augustus (bis 14 n. Chr.), Tiberius, Caligula, Claudius, Nero
- 23: Augustus wird Volkstribun auf Lebenszeit.
- 18: Die Lex Iulia et Papia bestimmt, dass nur standesgerechte Ehen geschlossen werden sollen sowie eine Ehepflicht
- 17: Verkündung der Pax Augusta
- 12 v. Chr.: Beginn der augusteischen Germanenkriege (bis 16 n. Chr.)
- 9 v. Chr.: Der römische Feldherr Drusus erreicht die Elbe.
- 2 v. Chr.: Römische Legionen überschreiten die Elbe.
- 6–9 n. Chr.: Der pannonische Aufstand wird vom späteren Kaiser Tiberius niedergeschlagen.
- 9 n. Chr.: Das Heer des Varus wird im Teutoburger Wald durch den Cherusker Arminius vernichtet.
- 14: Tod des Augustus, Herrschaft des Tiberius (14–37)
- 16: Tiberius verzichtet nach den vergeblichen Germanicus-Feldzügen auf die Eroberung des rechtsrheinischen Germaniens.
- 37–41: Caligula
- 41–54: Claudius
- 42: Das südliche Britannien wird römische Provinz.
- 46: Thrakien wird Provinz (Provinz Thrakien).
- 54–68: Nero
- 64: Großer Brand Roms
- 66–68: Unruhen in Judäa
- 69: Vier Kaiser kämpfen um die Macht: Galba, Otho, Vitellius und Vespasian (Vierkaiserjahr)
- 69–70: Bataveraufstand unter Iulius Civilis
- 69–96: Flavische Dynastie, Vespasian, Titus, Domitian
- 70: Eroberung Jerusalems durch Titus
- 79: Ausbruch des Vesuv, Untergang von Pompeji und Herculaneum
- 80: Einweihung des Kolosseums
- 83: Sieg Domitians über die Chatten, Baubeginn des obergermanisch-rätischen Limes
- 85–89: Kämpfe mit den Dakern
- 86: Domitian nennt sich Dominus et Deus – Herr und Gott.
- 96–192: „Adoptivkaiser“: Nerva, Trajan, Hadrian, Antoninus Pius, Marcus Aurelius, Lucius Verus, Commodus
- 98–117: Unter Trajan erreicht 113–117 das römische Reich seine größte Ausdehnung – Armenien, Assyrien und Mesopotamien werden römische Provinzen.
- 101–102: Erster Dakerkieg Trajans
- 105: Der Zweite Dakerkieg besiegelt die Eroberung Dakiens.
- 106: Trajan errichtet die Provinz Arabia Petraea.
- 113: Annexion Armeniens, Beginn des Feldzuges gegen die Parther, Errichtung der Trajanssäule in Rom
- 117–138: Konsolidierung der Reichsgrenzen unter Hadrian: Rücknahme der Grenze im Osten bis an den Euphrat, Baubeginn des Hadrianswalls (122) quer durch Britannien, Kulturelle Blüte im Reich
- 118: Hadrian verlegt die Ostgrenze des Reiches zurück, Mesopotamien und Armenien gehen wieder an das Partherreich.
- 118–128: Das Pantheon wird erbaut.
- 121: Baubeginn des Tempel der Venus und der Roma
- 132–135: Bar-Kochba-Aufstand in Judäa
- 138–161: Antoninus Pius: Ausbau der Sicherungsanlagen, Bau des Antoninuswalls in Britannien (142–144) und Vorverlegung des Limes in Germanien
- 139: Beendigung des Baus des Hadrianmausoleums, der heutigen Engelsburg, Grablege für die Kaiser bis zu Caracalla und ihre Familien
- 161–180: Mark Aurel: Beginn der Markomannenkriege (168) und Probleme mit den Parthern im Osten
- 180–192: Mit Commodus, dem Sohn des Marcus Aurelius, endet das Adoptivkaisertum.
- 193: Vier Kaiser werden erhoben (Zweites Vierkaiserjahr)
- 193–235: Severer: Septimius Severus, Caracalla, Elagabal, Severus Alexander
- 202–203: Beginn reichsweiter Christenverfolgungen
- 227: Ablösung des Partherreiches durch das Sassanidenreich
- 235–284: Reichskrise des 3. Jahrhunderts und Zeit der Soldatenkaiser
- 238: Sechskaiserjahr
- um 250: Aufgabe der Gebiete östlich des Rheins und nördlich der Donau
- um 255: Erste Germanenheere auf italienischem Boden
- 259/260: Endgültige Aufgabe des Obergermanisch-Raetischen Limes (Limesfall)
- um 260: Die Calixtus-Katakombe ist die erste christliche Gemeindekatakombe.
- um 275: Bau der Aurelianischen Mauer
- 284–305: Diokletian: Tetrarchie. Beginn der Spätantike
- 289: Galerius, dem Cäsar des Ostens, gelingt ein wichtiger Sieg über die Sassaniden, der zu erheblichen Gebietsgewinnen für die Römer führt.
- ab 303: Christenverfolgungen, bis 311 jedoch aufgehoben
- 306: Tod des Constantius Chlorus. Konstantin der Große wird in York zum Kaiser ausgerufen. Zusammenbruch der tetrarchischen Ordnung.
- 28. Oktober 312: Schlacht bei der Milvischen Brücke; Sieg Konstantins über Maxentius und „Bekehrungserlebnis“
- 313: Die Christen werden durch Licinius und Konstantin offiziell toleriert (Toleranzedikt von Mailand).
- 324–337: Konstantin ist Herrscher über das ganze Reich.
- 325: Konzil von Nicäa
- 330: Einweihung der neuen Hauptstadt Konstantinopel nach etwa sechsjähriger Bauzeit
- 337: Taufe und Tod Konstantins in Achyrona, einer Vorstadt von Nikomedia. Im Anschluss daran kommt es zu einer Reihe von Morden, die die konstantinische Dynastie dezimieren. Constantius II. erhält 338 den Ostteil des Reiches, seine beiden anderen Brüder (Constans und Konstantin II.) den Westen.
- 351: Sieg Constantius II. bei Mursa über den Usurpator Magnentius. Nach dem Selbstmord des Magnentius 353 ist Constantius II. Alleinherrscher.
- 361: Julian zieht als Gegenkaiser gegen Constantius, der jedoch vor dem Zusammenstoß stirbt. Letzte Renaissance des Heidentums in Julians Regierungszeit.
- 363: Tod Julians während seines Persienfeldzugs. Jovian folgt ihm nach und schließt einen Frieden mit den Sassaniden, durch den die unter Galerius eroberten Gebiete wieder an Persien fallen.
- 364: Valentinian I. wird Kaiser. Er führt erfolgreich Feldzüge gegen die Germanen am Rhein und setzt seinen Bruder Valens als Kaiser im Osten ein.
- ab 375: Beginn der Völkerwanderung im engeren Sinne. Die Hunnen vernichten das Reich der Ostgoten in Südrussland. Gratian wird Kaiser im Westen.
- 376: Donauübergang der Goten und Aufnahme ins Römische Reich
- 378: Schlacht gegen die Westgoten bei Adrianopel, Kaiser Valens wird besiegt und getötet.
- 379: Gratian setzt Theodosius als Kaiser im Osten ein.
- 380: Theodosius, Gratian und Valentinian II. verabschieden das Dreikaiseredikt, mit dem das Christentum de facto zur Staatsreligion wird.
- um 380: Hieronymus verfasst die Vulgata, eine Bibelübersetzung in das zu dieser Zeit gesprochene Latein.
- 382: Gotenvertrag. Theodosius siedelt die Donaugoten als Foederati auf römischem Boden an.
- 385–399: Siricius betont erfolgreich die Vorrangstellung des römischen Patriarchen über alle anderen und bezeichnet sich selbst als papa, Papst.
- 393: Theodosius verbietet die Olympischen Spiele und andere heidnische Zeremonien und Feste.
- 394–395: Das Römische Reich zum letzten Mal unter einem Kaiser: Theodosius I., dem Großen.
- 395: Aufteilung des Reiches unter beide Söhne des Theodosius. Sein Sohn Arcadius erhält den Osten, sein anderer Sohn Honorius den Westen. Es kommt in der Folgezeit zu latenten Spannungen zwischen den beiden Reichen. Raubzüge der Goten unter Alarich I. auf dem Balkan.

## Spätantike
- 395–476: Weströmisches Reich
- um 400: Aufgabe des Hadrianswalles in Britannien. 410 räumen die römischen Truppen die Insel.
- 31. Dezember 406: Vandalen, Sueben und Alanen überschreiten in der Silvesternacht den Rhein und fallen in Gallien ein.
- 408: Belagerung Roms durch die Westgoten
- 24. August 410: Eroberung und Plünderung Roms durch die Westgoten unter Alarich I.
- 413: Gründung des Burgundenreiches durch König Gundahar
- 418: In Gallien wird das Westgotenreich durch einen Föderatenvertrag des Kaisers Honorius begründet. Es wird nach seiner Hauptstadt Tolosa (Toulouse) von den Historikern Tolosanisches Reich genannt.
- 429: Die Vandalen setzen von Südspanien nach Nordafrika über und erobern bis 439 die dortigen römischen Provinzen.
- 435: Einfall der Burgunden in die römische Provinz Belgica; Zerschlagung ihres Reiches.
- 451: Schlacht auf den Katalaunischen Feldern: Die Hunnen unter Attila und ihre Verbündeten werden durch die Allianz von Römern, Westgoten und Franken unter dem weströmischen Heermeister Aëtius besiegt und zurückgeschlagen.
- 453: Tod Attilas, Beginn des Zerfalls des Hunnenreichs
- 454: Kaiser Valentinian III. tötet Aëtius.
- 455: Vandalen und Alanen unter Geiserich plündern Rom
- 472: Burgunden plündern Rom während eines Bürgerkriegs zwischen Ricimer und Anthemius
- 476: Ende des weströmischen Kaisertums, Odoaker setzt Romulus Augustulus ab, erklärt sich zum Rex Italiae und unterstellt sich Ostrom.
- 482–511: Chlodwig I. errichtet ein fränkisches Großreich in Gallien.
- 489–553: Die Ostgoten beherrschen mit ihren Königen Italien
- 493–526: Theoderich der Große herrscht über das ostgotische Italien
- 527–565: Reichsreformen unter Kaiser Justinian I.
- 531–579: Das persische Großreich der Sassaniden erreicht den Höhepunkt seiner Macht.
- 533/534: Rückeroberung Afrikas durch oströmische Truppen
- 535–552: Rückeroberung Italiens durch kaiserliche Armeen (Restauratio imperii)
- 537: Belagerung Roms durch die Ostgoten, große Zerstörungen
- 540: Die ostgotische Residenzstadt Ravenna wird durch den oströmischen Feldherren Belisar erobert.
- 541: Justinian schafft das Amt des Konsuls ab. Ausbruch der Justinianischen Pest
- 550: Letztes bezeugtes Wagenrennen im Circus Maximus
- 565: Tod Justinians I., Ende der Spätantike
- 568: Einfall der Langobarden in Italien. Ende der Völkerwanderung

## Mittelalter
- 610–641: Kaiser Heraklios behauptet die Großmachtstellung des Byzantinischen Reiches. Beginn der neuen Militär- und Verwaltungsordnung des Reiches.
- 632: Tod Mohammeds und Beginn der islamischen Expansion
- 697: Erstmals wird in der Republik Venedig mit Paulicius ein Doge gewählt, um die Verteidigung zu organisieren.
- 698: Karthago wird von den Arabern erobert.
- 711: Die arabischen Invasoren schlagen die Westgoten unter Roderich in der Schlacht am Guadalete vernichtend, Eroberung des Westgotenreiches auf der Iberischen Halbinsel
- 719: Der angelsächsische Mönch Bonifatius wird von Papst Gregor II. mit der Missionierung der heidnischen Germanen beauftragt.
- 751: Aistulf, König der Langobarden, erobert Ravenna und die Romagna von Byzanz. Pippin der Jüngere setzt den letzten merowingischen Schattenkönig Childerich III. ab.
- 756: Pippinsche Schenkung, der Kirchenstaat entsteht
- 773: Beginn des Langobardenfeldzugs der Franken
- 774: Karl der Große erobert das norditalienische Langobardenreich; er ist nunmehr König der Franken und Langobarden.
- 776: Karl der Große erobert das Herzogtum Spoleto.
- 787: Das Sabinerland und der Süden Tusziens werden Teil des Kirchenstaates.
- 793: Wikinger überfallen das englische Kloster Lindisfarne; Beginn der Wikingerzeit
- 25. Dezember 800: Karl der Große wird in Rom durch Papst Leo III. zum römischen Kaiser gekrönt.
- ab 827: Plünderungen der Sarazenen auf Sizilien; nach und nach erobern sie fast die ganze Insel, bis 1091 die Normannen die Herrschaft übernehmen.
- 951: Otto der Große gewinnt die Herrschaft über Norditalien und begründet die Verbindung mit dem Deutschen Reich (Heiliges Römisches Reich).
- 962: Otto der Große wird in Rom von Johannes XII. zum Kaiser gekrönt.
- 993: Die erste Heiligsprechung der Kirchengeschichte (Ulrich von Augsburg) wird durch Papst Johannes XV. verkündet.
- 1020: Normannen in Unteritalien
- 1053: Die Normannen erzwingen die Anerkennung ihrer Besitztümer in Italien durch den Papst.
- 1054: Papst Leo IX. exkommuniziert den Patriarchen von Konstantinopel, gilt als Beginn des Morgenländischen Schismas
- 1075: Gregor VII. verfasst das Dictatus Papae, Beginn des Investiturstreits zwischen Kirche und Kaiser
- 1077: Gang nach Canossa durch Heinrich IV.
- 1088: Die Universität Bologna entsteht durch das Zusammenwachsen einzelner Fakultäten als erste mittelalterliche Universität.
- 1091: Normannenherrschaft auf Sizilien
- 1096: Aufbruch zum Ersten Kreuzzug, den im Jahr zuvor Urban II. ausgerufen hatte
- 1122: Wormser Konkordat
- 1123: Das Erste Laterankonzil beendet den Investiturstreit.
- 1155: Friedrich I. Barbarossa wird zum römisch-deutschen Kaiser in Rom gekrönt.
- 1198–1216: Innozenz III., der wohl bedeutendste Papst des Mittelalters, erklärt sich zum Stellvertreter Gottes auf Erden.
- 1204: Die Kreuzfahrer des Vierten Kreuzzuges erobern und plündern Konstantinopel.
- 1220: Friedrich II. wird in Rom zum Kaiser gekrönt; es soll bis zur Krönung Heinrichs VII. 1312 die letzte Kaiserkrönung im Westen sein.
- 1228: Heiligsprechung von Franz von Assisi
- 1300: Papst Bonifatius VIII. lässt zum ersten Mal das Jubeljahr, auch Heiliges Jahr genannt, feiern.
- 1302: Bonifatius VIII. formuliert die Bulle Unam Sanctam, in der er den Anspruch auf die universelle Vorherrschaft des Papstes geltend macht.
- 1303: Die Universität Rom wird gegründet.
- 1309: Beginn des Avignonesischen Papsttum
- 1323: Papst Johannes XXII. spricht Thomas von Aquin heilig.
- 1347: Beginn der ersten Pestepidemie (Schwarzer Tod) in Europa seit 600 Jahren in Sizilien (bis 1353)
- 1378: Rückkehr der Kurie von Avignon nach Rom, Abendländisches Schisma bis 1417
- Ende 14. Jahrhundert: Beginn der Renaissance, Überwindung des mittelalterlichen Weltbildes durch Rückbesinnung auf die Antike
- 29. Mai 1453: Konstantinopel wird durch die Osmanen unter Sultan Mehmed II. erobert.

## Neuzeit
- 1471: Eine Sammlung von Skulpturen griechischer und römischer Götter des Altertums von Papst Sixtus IV. legt die Basis für die Kapitolinischen Museen.
- 1483: Einweihung der Sixtinischen Kapelle
- 1517: Der Augustiner-Mönch Martin Luther veröffentlicht seine 95 Thesen, Beginn der Reformation.
- 1527: Sacco di Roma, Söldner Karls V. plündern und verwüsten Rom.
- 1540: Die durch Ignatius von Loyola 1534 gegründeten Jesuiten werden durch den Papst als Orden anerkannt. Beginn der Gegenreformation
- 1553: Die Villa Giulia wird fertiggestellt.
- 1574–1599: Bau des Konservatorenpalastes nach Plänen von Michelangelo
- 1582: Gregor XIII. führt den Gregorianischen Kalender ein.
- 1600: San Marino nimmt seine geschriebene Verfassung an.
- 17. Februar 1600: Giordano Bruno wird auf dem Campo de’ Fiori als Ketzer verbrannt
- 1622: Papst Gregor XV. gründet die Kongregation für die Verbreitung des Glaubens (Congregatio de Propaganda Fide), heute Dikasterium für die Evangelisierung zur Missionierung.
- 1626: Papst Urban VIII. weiht den seit der Grundsteinlegung 1506 erbauten Petersdom ein.
- 1651: Der Vierströmebrunnen auf der Piazza Navona wird eingeweiht.
- 1725: Fertigstellung der Spanischen Treppe
- 1738: Beginn der Ausgrabungen in Herculaneum
- 1748: Beginn der Ausgrabungen in Pompeji
- 1750: Die Villa dei Papiri in Herculaneum wird entdeckt
- 1798: Die Römische Republik wird ausgerufen, bereits ein Jahr später, im Zweiten Koalitionskrieg, geht sie aber wieder unter.
- 1808: Besetzung Roms durch französische Truppen Napoleon Bonapartes
- 1809: Vereinigung des säkularisierten Kirchenstaates mit dem napoleonischen Königreich Italien
- 1815: Restauration des Kirchenstaates auf dem Wiener Kongress
- 1860: Zug der Tausend unter Giuseppe Garibaldi
- 1861: Ausrufung des Königreichs Italien unter Viktor Emanuel II. mit der Hauptstadt Turin (ab 1864: Florenz)
- 1869–1870: Erstes Vatikanisches Konzil
- 1870: Eine Volksabstimmung beschließt die Vereinigung des Kirchenstaates mit Italien, Ende des Kirchenstaates und des Risorgimento
- 1871: Rom wird Hauptstadt des neuen Italien.
- 1882: Italien tritt dem bisherigen Zweibund (Deutsches Reich und Österreich-Ungarn) bei und macht ihn damit zum Dreibund.
- 1900: Lazio Rom, eine der beiden bedeutenden Fußballmannschaften der Stadt, wird gegründet.
- 1907: Maria Montessori eröffnet ihre erste Schule und Kindertagesstätte in Rom (Casa dei Bambini in San Lorenzo).
- 1911: Italien annektiert Tripolis und die Kyrenaika, beides Teile des Osmanischen Reiches. Der italienisch-türkische Krieg bricht aus. Einweihung des Monumento Vittorio Emanuele II
- 1912: Ende des italienisch-türkischen Krieges durch den Vertrag von Lausanne. Das Osmanische Reich verzichtet auf seinen nordafrikanischen Besitz (im heutigen Libyen) zu Gunsten Italiens.
- 1914: Fertigstellung der Villa Massimo, Sitz der Deutschen Akademie Rom Villa Massimo
- 1915: Italien tritt der Entente bei und verlässt damit den Dreibund mit Deutschland und Österreich-Ungarn, Eintritt in den Ersten Weltkrieg
- 1918: Unterzeichnung des Waffenstillstands von Villa Giusti zwischen Italien und Österreich-Ungarn
- 1922: Marsch auf Rom durch die Faschisten. Mussolini wird von Viktor Emanuel III. zum Ministerpräsidenten berufen.
- 1927: AS Rom, eine der beiden bedeutenden Fußballmannschaften der Stadt, wird gegründet.
- 1929: Durch die Lateranverträge zwischen dem faschistischen Italien Mussolinis und dem Papst entsteht der unabhängige Staat der Vatikanstadt.
- 1933: Reichskonkordat zwischen dem Heiligen Stuhl und Deutschland
- 1935: Tripolitanien und Kyrenaika, Italiens nordafrikanische Kolonien, werden zur Kolonie Libia zusammengeschlossen. Italienische Truppen marschieren in Abessinien ein.
- 1936: Achse Rom-Berlin
- 1939: Italien annektiert Albanien. Der „Stahlpakt“ zwischen Italien und Deutschland wird unterzeichnet.
- 1943: Alliierte Truppen landen in Sizilien, Absetzung Mussolinis. Deutsche Besatzung in Rom. Kriegserklärung der neuen Regierung an das Deutsche Reich.
- 1944: Befreiung Roms durch US-amerikanische Truppen, das zuvor von den Wehrmachtskommandeuren zur „freien Stadt“ erklärt worden ist.
- 1946: Der letzte italienische König Umberto II. verlässt das Land, Italien wird Republik.
- 1947: Im Pariser Vertrag verliert Italien seine Kolonien.
- 1949: Italien wird Gründungsmitglied der NATO.
- 1955: Italien wird Mitglied der Vereinten Nationen. Eröffnung der Metropolitana di Roma
- 1957: Abschluss der Römischen Verträge zur Gründung der Europäischen Gemeinschaft und der Europäischen Atomgemeinschaft
- 1960: In Rom finden die XVII. Olympischen Sommerspiele statt.
- 1962–1965: Zweites Vatikanisches Konzil
- 1966: Die römische Kurie hebt den seit 1559 geführten und 500 Seiten starken Index der verbotenen Bücher auf.
- 1978: Der ehemalige italienische Ministerpräsident Aldo Moro wird von den Roten Brigaden entführt und ermordet. Karol Józef Wojtyła wird erster nicht-italienischer Papst seit 1523.
- 1981: Attentat auf den Papst: Mehmet Ali Ağca schießt auf Papst Johannes Paul II. während einer Generalaudienz auf dem Petersplatz. Der Papst überlebt schwer verletzt.
- 1984: Italien und der Vatikan unterzeichnen ein neues Konkordat: Rom gilt nicht als Heilige Stadt und der Katholizismus ist nicht mehr Staatsreligion in Italien. Zum ersten Mal wird der Weltjugendtag in Rom gefeiert.
- ab 1992: Die Aufdeckung von Korruptions- und Parteifinanzierungsskandalen (Tangentopoli und Mani pulite) bringt eine grundlegende Neuordnung der italienischen Parteienlandschaft.
- 2000: Zum XV. Weltjugendtag kommen 2 Millionen Besucher nach Rom.
- 2005: Papst Johannes Paul II. stirbt. Josef Ratzinger wird zu seinem Nachfolger gewählt; er nennt sich Benedikt XVI.
- 2013: Benedikt XVI. tritt zurück. Jorge Mario Bergoglio wird zum neuen Papst gewählt und nennt sich Franziskus.
- 2025: Papst Franziskus stirbt am Ostermontag. Am Ostersonntag spendete er noch seinen letzten Segen Urbi et Orbi. Zu seinem Nachfolger wird Robert Francis Prevost gewählt und nennt sich Leo XIV. Er ist der erste US-Amerikaner auf dem Heiligen Stuhl.